# Championnats du monde de tennis de table

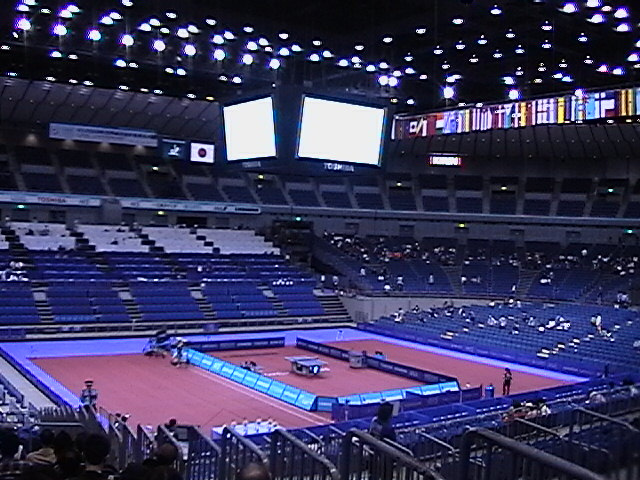
Salle de la finale des championnats du monde 2009.

Les Championnats du monde de tennis de table individuels ont lieu depuis 1926 et se tiennent tous les deux ans depuis 1957. Cinq titres sont décernés, en simple et double messieurs, simple et double dames, et double mixte. Il existe aussi une compétition par équipes qui ne se déroule plus en même temps que la compétition individuelle depuis 1999.

## Historique
Les premiers championnats ont eu lieu en 1926, l'année de la fondation de la Fédération internationale de tennis de table. Jusqu'au milieu des années 1930, ils ont été dominés par les Hongrois dans toutes les catégories. Au XXIe siècle, cette place est occupée par les pongistes chinois.
En 1937, lors de la finale dames à Baden, en Autriche, le temps limite de la partie (1 h 45 à l'époque) étant atteint et la règle d'accélération n'existant pas encore, les deux joueuses ont été disqualifiées, et le titre n'a pas été attribué. La Fédération internationale a décidé en 2001 de reconnaître rétroactivement et à titre posthume les deux joueuses co-championnes du monde, ce qui est un cas unique dans ce sport.
En 2003, les championnats du monde ont eu lieu à Paris au Palais omnisports de Paris-Bercy ; la compétition a été remportée chez les hommes par l'Autrichien Werner Schlager.
Les championnats du monde 2013 individuels ont vu la victoire du Chinois Zhang Jike en simple messieurs pour la deuxième fois de suite, et de la Chinoise Li Xiaoxia en simple dames.
L'édition 2015 de Suzhou en Chine a vu la victoire du Chinois Ma Long en simple messieurs et de la Chinoise Ding Ning en simple dames. Les cinq titres mis en jeu lors de cette édition furent tous remportés par la Chine, qui n'en finit plus d'asseoir sa domination sur le reste du monde.
Les championnats du monde 2017 ont eu lieu à Düsseldorf en Allemagne. De même qu'à l'édition précédente, la Chinoise Ding Ning et que le Chinois Ma Long remportent respectivement le simple dames et le simple messieurs. La Chine ne rafla pas tous les trophées puisque le Japon a remporté l'épreuve du double mixte.
Les championnats du monde 2019 ont lieu à Budapest en Hongrie, la Chinoise Liu Shiwen ainsi que le Chinois Ma Long remportent respectivement le simple dames et le simple messieurs. Ma Long remporte aussi l’épreuve en double avec Wang Chuqin.
L'édition de 2021 se déroule à Houston, aux États-Unis. En simple messieurs c'est le chinois Fan Zhendong qui remporte le titre pour la première fois. Chez les femmes c'est Wang Manyu qui s'adjuge son premier titre. Le double messieurs est remporté par la paire suédoise composée de Mattias Falck et Kristian Karlsson, le double dames par la paire chinoise composée de Wang Manyu et Sun Yingsha et enfin le double mixte par Wang Chuqin et Sun Yingsha.

## Championnats
L'ITTF a organisé des épreuves individuelles et des épreuves par équipes séparées pour la première fois en 1999 et 2000 respectivement, et 2001 a été la dernière fois que des épreuves individuelles et par équipes ont été organisées ensemble. À partir de 2003, les épreuves individuelles et les épreuves par équipes ont de nouveau été organisées séparément et chacune d'elles continue à être organisée séparément tous les deux ans.
- De 1929 à 2020 : ouvert à tous les joueurs et à toutes les équipes.
- Depuis 2021 : 128 joueurs et 32 équipes qualifiés en matchs individuels et par équipes.

 Epreuves individuelles
 Epreuves par équipes
| Edition | Année | Lieu           | Pays                 | Epreuves |
| ------- | ----- | -------------- | -------------------- | -------- |
| 1       | 1926  | Londres        | Angleterre           | 5        |
| 2       | 1928  | Stockholm      | Suède                | 6        |
| 3       | 1929  | Budapest       | Hongrie              | 6        |
| 4       | 1930  | Berlin         | Allemagne            | 6        |
| 5       | 1931  | Budapest       | Hongrie              | 6        |
| 6       | 1932  | Prague         | Czechoslovakia       | 6        |
| 7       | 1933  | Baden bei Wien | Autriche             | 6        |
| 8       | 1934  | Paris          | France               | 7        |
| 9       | 1935  | Wembley        | Angleterre           | 7        |
| 10      | 1936  | Prague         | Czechoslovakia       | 7        |
| 11      | 1937  | Baden bei Wien | Autriche             | 7        |
| 12      | 1938  | Wembley        | Angleterre           | 7        |
| 13      | 1939  | Le Caire       | Egypte               | 7        |
| 14      | 1947  | Paris          | France               | 7        |
| 15      | 1948  | Wembley        | Angleterre           | 7        |
| 16      | 1949  | Stockholm      | Suède                | 7        |
| 17      | 1950  | Budapest       | Hongrie              | 7        |
| 18      | 1951  | Vienna         | Autriche             | 7        |
| 19      | 1952  | Mumbai         | Inde                 | 7        |
| 20      | 1953  | Bucharest      | Roumanie             | 7        |
| 21      | 1954  | Wembley        | Angleterre           | 7        |
| 22      | 1955  | Utrecht        | Netherlands          | 7        |
| 23      | 1956  | Tokyo          | Japon                | 7        |
| 24      | 1957  | Stockholm      | Suède                | 7        |
| 25      | 1959  | Dortmund       | Allemagne de l'Ouest | 7        |
| 26      | 1961  | Beijing        | Chine                | 7        |
| 27      | 1963  | Prague         | Czechoslovakia       | 7        |
| 28      | 1965  | Ljubljana      | Yugoslavia           | 7        |
| 29      | 1967  | Stockholm      | Suède                | 7        |
| 30      | 1969  | Munich         | Allemagne de l'Ouest | 7        |
| 31      | 1971  | Nagoya         | Japon                | 7        |
| 32      | 1973  | Sarajevo       | Yugoslavia           | 7        |
| 33      | 1975  | Kolkata        | Inde                 | 7        |
| 34      | 1977  | Birmingham     | Angleterre           | 7        |
| 35      | 1979  | Pyongyang      | Corée du Nord        | 7        |
| 36      | 1981  | Novi Sad       | Yugoslavia           | 7        |
| 37      | 1983  | Tokyo          | Japon                | 7        |
| 38      | 1985  | Gothenburg     | Suède                | 7        |
| 39      | 1987  | New Delhi      | Inde                 | 7        |
| 40      | 1989  | Dortmund       | Allemagne de l'Ouest | 7        |
| 41      | 1991  | Chiba City     | Japon                | 7        |
| 42      | 1993  | Gothenburg     | Suède                | 7        |
| 43      | 1995  | Tianjin        | Chine                | 7        |
| 44      | 1997  | Manchester     | Angleterre           | 7        |

| Edition | Année | Lieu           | Pays                   | Epreuves |
| ------- | ----- | -------------- | ---------------------- | -------- |
| 45      | 1999  | Eindhoven      | Pays-Bas               | 5        |
| 45      | 2000  | Kuala Lumpur   | Malaisie               | 2        |
| 46      | 2001  | Osaka          | Japon                  | 7        |
| 47      | 2003  | Paris          | France                 | 5        |
| 47      | 2004  | Doha           | Qatar                  | 2        |
| 48      | 2005  | Shanghai       | Chine                  | 5        |
| 48      | 2006  | Brême          | Allemagne              | 2        |
| 49      | 2007  | Zagreb         | Croatie                | 5        |
| 49      | 2008  | Guangzhou      | Chine                  | 2        |
| 50      | 2009  | Yokohama       | Japon                  | 5        |
| 50      | 2010  | Moscou         | Russie                 | 2        |
| 51      | 2011  | Rotterdam      | Pays-Bas               | 5        |
| 51      | 2012  | Dortmund       | Allemagne              | 2        |
| 52      | 2013  | Paris          | France                 | 5        |
| 52      | 2014  | Tokyo          | Japon                  | 2        |
| 53      | 2015  | Suzhou         | Chine                  | 5        |
| 53      | 2016  | Kuala Lumpur   | Malaisie               | 2        |
| 54      | 2017  | Düsseldorf     | Allemagne              | 5        |
| 54      | 2018  | Halmstad       | Suède                  | 2        |
| 55      | 2019  | Budapest       | Hongrie                | 5        |
| -       | 2020  | Busan          | Corée du Sud (annulés) | –        |
| 56      | 2021  | Houston        | États-Unis             | 5        |
| 56      | 2022  | Chengdu        | Chine                  | 2        |
| 57      | 2023  | Durban         | South Africa           | 5        |
| 57      | 2024  | Busan          | Corée du Sud           | 2        |
| 58      | 2025  | Doha           | Qatar                  | 5        |
| 58      | 2026  | Londres        | Angleterre             | 2        |
| 59      | 2027  | Astana         | Kazakhstan             | 5        |
| 59      | 2028  | Fukuoka        | Japon                  | 2        |
| 60      | 2029  | Rio de Janeiro | Brésil                 | 5        |
| 60      | 2030  |                |                        | 2        |

## Palmarès

### Tableau des vainqueurs
| Année | Lieu         | Equipe messieurs   | Equipe dames     | Simple messieurs     | Simple dames                    | Double messieurs                  | Doubles dames                      | Double mixte                         |
| ----- | ------------ | ------------------ | ---------------- | -------------------- | ------------------------------- | --------------------------------- | ---------------------------------- | ------------------------------------ |
| 1926  | Londres      | Royaume de Hongrie | n. a.            | Roland Jacobi        | Mária Mednyánszky               | Roland Jacobi Dániel Pécsi        | n. a.                              | Zoltán Mechlovits Mária Mednyánszky  |
| 1928  | Stockholm    | Royaume de Hongrie | n. a.            | Zoltán Mechlovits    | Mária Mednyánszky               | Alfred Liebster Robert Thum       | Fanchette Flamm Mária Mednyánszky  | Zoltán Mechlovits Mária Mednyánszky  |
| 1929  | Budapest     | Royaume de Hongrie | n. a.            | Fred Perry           | Mária Mednyánszky               | Victor Barna Miklós Szabados      | Erika Metzger Mona Rüster          | István Kelen Anna Sipos              |
| 1930  | Berlin       | Royaume de Hongrie | n. a.            | Victor Barna         | Mária Mednyánszky               | Victor Barna Miklós Szabados      | Anna Sipos Mária Mednyánszky       | Miklós Szabados Mária Mednyánszky    |
| 1931  | Budapest     | Royaume de Hongrie | n. a.            | Miklós Szabados      | Mária Mednyánszky               | Victor Barna Miklós Szabados      | Anna Sipos Mária Mednyánszky       | Miklós Szabados Mária Mednyánszky    |
| 1932  | Prague       | Tchécoslovaquie    | n. a.            | Victor Barna         | Anna Sipos                      | Victor Barna Miklós Szabados      | Anna Sipos Mária Mednyánszky       | Victor Barna Anna Sipos              |
| 1933  | Baden        | Royaume de Hongrie | n. a.            | Victor Barna         | Anna Sipos                      | Victor Barna Sándor Glancz        | Anna Sipos Mária Mednyánszky       | István Kelen Mária Mednyánszky       |
| 1934  | Paris        | Royaume de Hongrie | Reich allemand   | Victor Barna         | Marie Kettnerová                | Victor Barna Miklós Szabados      | Anna Sipos Mária Mednyánszky       | Miklós Szabados Mária Mednyánszky    |
| 1935  | Wembley      | Royaume de Hongrie | Tchécoslovaquie  | Victor Barna         | Marie Kettnerová                | Victor Barna Miklós Szabados      | Anna Sipos Mária Mednyánszky       | Victor Barna Anna Sipos              |
| 1936  | Prague       | Autriche           | Tchécoslovaquie  | Stanislav Kolář      | Ruth Hughes Aarons              | Buddy Blattner James McClure      | Marie Kettnerová Marie Šmídová     | Miloslav Hamr Gertrude Kleinová      |
| 1937  | Baden        | États-Unis         | États-Unis       | Richard Bergmann     | Trude Pritzi Ruth Hughes Aarons | Buddy Blattner James McClure      | Vlasta Depetrisová Věra Votrubcová | Bohumil Váňa Věra Votrubcová         |
| 1938  | Wembley      | Royaume de Hongrie | Tchécoslovaquie  | Bohumil Váňa         | Trude Pritzi                    | Sol Schiff James McClure          | Vlasta Depetrisová Věra Votrubcová | Laszlo Bellak Wendy Woodhead         |
| 1939  | Le Caire     | Tchécoslovaquie    | Reich allemand   | Richard Bergmann     | Vlasta Depetrisová              | Victor Barna Richard Bergmann     | Hilde Bussmann Gertrude Pritzi     | Bohumil Váňa Věra Votrubcová         |
| 1947  | Paris        | Tchécoslovaquie    | Angleterre       | Bohumil Váňa         | Gizella Farkas                  | Adolf Šlár Bohumil Váňa           | Gizella Farkas Gertrude Pritzi     | Ferenc Soos Gizi Farkas              |
| 1948  | Wembley      | Tchécoslovaquie    | Angleterre       | Richard Bergmann     | Gizella Farkas                  | Ladislav Štípek Bohumil Váňa      | Margaret Franks Vera Thomas        | Richard Miles Thelma Thall           |
| 1949  | Stockholm    | Hongrie            | États-Unis       | Johnny Leach         | Gizella Farkas                  | Ivan Andreadis František Tokár    | Gizella Farkas Helen Elliot        | Ferenc Sidó Gizi Farkas              |
| 1950  | Budapest     | Tchécoslovaquie    | Roumanie         | Richard Bergmann     | Angelica Rozeanu                | Ferenc Sidó Ferenc Soós           | Dóra Beregi Helen Elliot           | Ferenc Sidó Gizi Farkas              |
| 1951  | Vienne       | Tchécoslovaquie    | Roumanie         | Johnny Leach         | Angelica Rozeanu                | Ivan Andreadis Bohumil Váňa       | Diane Rowe Rosalind Rowe           | Bohumil Váňa Angelica Rozeanu        |
| 1952  | Bombay       | Hongrie            | Japon            | Hiroji Satō          | Angelica Rozeanu                | Norikazu Fujii Tadaaki Hayashi    | Shizuka Narahara Tomie Nishimura   | Ferenc Sidó Angelica Rozeanu         |
| 1953  | Bucarest     | Angleterre         | Roumanie         | Ferenc Sidó          | Angelica Rozeanu                | Ferenc Sidó József Kóczián        | Gizella Gervai Angelica Rozeanu    | Ferenc Sidó Angelica Rozeanu         |
| 1954  | Wembley      | Japon              | Japon            | Ichirō Ogimura       | Angelica Rozeanu                | Žarko Dolinar Vilim Harangozo     | Diane Rowe Rosalind Rowe           | Ivan Andreadis Gizella Gervai-Farkas |
| 1955  | Utrecht      | Japon              | Roumanie         | Toshiaki Tanaka      | Angelica Rozeanu                | Ivan Andreadis Ladislav Štípek    | Ella Zeller Angelica Rozeanu       | Kálmán Szepesi Éva Kóczián           |
| 1956  | Tokyo        | Japon              | Roumanie         | Ichirō Ogimura       | Tomi Ōkawa                      | Ichirō Ogimura Yoshio Tomita      | Ella Zeller Angelica Rozeanu       | Erwin Klein Leah Neuberger           |
| 1957  | Stockholm    | Japon              | Japon            | Toshiaki Tanaka      | Fujie Eguchi                    | Ivan Andreadis Ladislav Štípek    | Lívia Mossóczy Agnes Simon         | Ichiro Ogimura Fujie Eguchi          |
| 1959  | Dortmund     | Japon              | Japon            | Jung Kuo-Tuan        | Kimiyo Matsuzaki                | Ichirō Ogimura Teruo Murakami     | Taeko Namba Kazuko Yamaizumi       | Ichiro Ogimura Fujie Eguchi          |
| 1961  | Beijing      | Chine              | Japon            | Chuang Tse-Tung      | Qiu Zhonghui                    | Nobuya Hoshino Kōji Kimura        | Georgita Pitica Maria Alexandru    | Ichiro Ogimura Kimiyo Matsuzaki      |
| 1963  | Prague       | Chine              | Japon            | Chuang Tse-Tung      | Kimiyo Matsuzaki                | Xu Yinsheng Zhang Xielin          | Kimiyo Matsuzaki Masako Seki       | Koji Kimura Kazuko Ito               |
| 1965  | Ljubljana    | Chine              | Chine            | Chuang Tse-Tung      | Naoko Fukazu                    | Wang Zhiliang Zhuang Zedong       | Lin Huiqing Zheng Minzhi           | Koji Kimura Masako Seki              |
| 1967  | Stockholm    | Japon              | Japon            | Nobuhiko Hasegawa    | Sachiko Morisawa                | Hans Alsér Kjell Johansson        | Saeko Hirota Sachiko Morisawa      | Nobuhiko Hasegawa Noriko Yamanaka    |
| 1969  | Munich       | Japon              | Union soviétique | Shigeo Itō           | Toshiko Kowada                  | Hans Alsér Kjell Johansson        | Swetlana Grinberg Soja Rudnowa     | Nobuhiko Hasegawa Yasuko Konno       |
| 1971  | Nagoya       | Chine              | Japon            | Stellan Bengtsson    | Lin Hui-Ching                   | István Jónyer Tibor Klampár       | Lin Huiqing Zheng Minzhi           | Zhang Xielin Lin Huiqing             |
| 1973  | Sarajevo     | Suède              | Corée du Sud     | Hsi En-Ting          | Hu Yulan                        | Stellan Bengtsson Kjell Johansson | Miho Hamada Maria Alexandru        | Liang Geliang Li Li                  |
| 1975  | Kolkata      | Chine              | Chine            | István Jónyer        | Pak Yung-sun                    | István Jónyer Gábor Gergely       | Shoko Takahashi Maria Alexandru    | Stanislav Gomozkov Tatiana Ferdman   |
| 1977  | Birmingham   | Chine              | Chine            | Mitsuru Kōno         | Pak Yung-sun                    | Li Zhenshi Liang Geliang          | Yang Ying Pak Yong-ok              | Jacques Secrétin Claude Bergeret     |
| 1979  | Pyongyang    | Hongrie            | Chine            | Seiji Ono            | Ge Xinai                        | Antun Stipančić Dragutin Šurbek   | Zhang Deying Zhang Li              | Liang Geliang Ge Xinai               |
| 1981  | Novi Sad     | Chine              | Chine            | Guo Yuehua           | Tong Ling                       | Li Zhenshi Cai Zhenhua            | Zhang Deying Cao Yanhua            | Xie Saike Huang Junqun               |
| 1983  | Tokyo        | Chine              | Chine            | Guo Yuehua           | Cao Yanhua                      | Zoran Kalinić Dragutin Šurbek     | Dai Lili Shen Jianping             | Guo Yuehua Xialian Ni                |
| 1985  | Gothenburg   | Chine              | Chine            | Jiang Jialiang       | Cao Yanhua                      | Mikael Appelgren Ulf Carlsson     | Dai Lili Geng Lijuan               | Cai Zhenhua Cao Yanhua               |
| 1987  | New Delhi    | Chine              | Chine            | Jiang Jialiang       | He Zhili                        | Chen Longcan Wei Qingguang        | Hyun Jung-hwa Yang Young-ja        | Hui Jun Geng Lijuan                  |
| 1989  | Dortmund     | Suède              | Chine            | Jan-Ove Waldner      | Qiao Hong                       | Steffen Fetzner Jörg Roßkopf      | Deng Yaping Qiao Hong              | Yoo Nam-kyu Hyun Jung-hwa            |
| 1991  | Chiba        | Suède              | Corée unifiée    | Jörgen Persson       | Deng Yaping                     | Peter Karlsson Thomas von Scheele | Chen Zihe Gao Jun                  | Wang Tao Liu Wei                     |
| 1993  | Gothenburg   | Suède              | Chine            | Jean-Philippe Gatien | Hyun Jung-hwa                   | Lü Lin Wang Tao                   | Liu Wei Qiao Yunping               | Wang Tao Liu Wei                     |
| 1995  | Tianjin      | Chine              | Chine            | Kong Linghui         | Deng Yaping                     | Lü Lin Wang Tao                   | Deng Yaping Qiao Hong              | Wang Tao Liu Wei                     |
| 1997  | Manchester   | Chine              | Chine            | Jan-Ove Waldner      | Deng Yaping                     | Kong Linghui Liu Guoliang         | Deng Yaping Yang Ying              | Liu Guoliang Wu Na                   |
| 1999  | Eindhoven    | n. a.              | n. a.            | Liu Guoliang         | Wang Nan                        | Kong Linghui Liu Guoliang         | Li Ju Wang Nan                     | Ma Lin Zhang Yingying                |
| 2000  | Kuala Lumpur | Suède              | Chine            | n. a.                | n. a.                           | n. a.                             | n. a.                              | n. a.                                |
| 2001  | Osaka        | Chine              | Chine            | Wang Liqin           | Wang Nan                        | Wang Liqin Yan Sen                | Li Ju Wang Nan                     | Qin Zhijian Yang Ying                |
| 2003  | Paris        | n. a.              | n. a.            | Werner Schlager      | Wang Nan                        | Wang Liqin Yan Sen                | Zhang Yining Wang Nan              | Ma Lin Wang Nan                      |
| 2004  | Doha         | Chine              | Chine            | n. a.                | n. a.                           | n. a.                             | n. a.                              | n. a.                                |
| 2005  | Shanghai     | n. a.              | n. a.            | Wang Liqin           | Zhang Yining                    | Kong Linghui Wang Hao             | Zhang Yining Wang Nan              | Wang Liqin Guo Yue                   |
| 2006  | Bremen       | Chine              | Chine            | n. a.                | n. a.                           | n. a.                             | n. a.                              | n. a.                                |
| 2007  | Zagreb       | n. a.              | n. a.            | Wang Liqin           | Guo Yue                         | Chen Qi Ma Lin                    | Zhang Yining Wang Nan              | Wang Liqin Guo Yue                   |
| 2008  | Guangzhou    | Chine              | Chine            | n. a.                | n. a.                           | n. a.                             | n. a.                              | n. a.                                |
| 2009  | Yokohama     | n. a.              | n. a.            | Wang Hao             | Zhang Yining                    | Chen Qi Wang Hao                  | Guo Yue Li Xiaoxia                 | Li Ping Cao Zhen                     |
| 2010  | Moscou       | Chine              | Singapour        | n. a.                | n. a.                           | n. a.                             | n. a.                              | n. a.                                |
| 2011  | Rotterdam    | n. a.              | n. a.            | Zhang Jike           | Ding Ning                       | Ma Long Xu Xin                    | Guo Yue Li Xiaoxia                 | Zhang Chao Cao Zhen                  |
| 2012  | Dortmund     | Chine              | Chine            | n. a.                | n. a.                           | n. a.                             | n. a.                              | n. a.                                |
| 2013  | Paris        | n. a.              | n. a.            | Zhang Jike           | Li Xiaoxia                      | Chen Chien-An Chuang Chih-Yuan    | Guo Yue Li Xiaoxia                 | Kim Hyok-bong Kim Jong               |
| 2014  | Tokyo        | Chine              | Chine            | n. a.                | n. a.                           | n. a.                             | n. a.                              | n. a.                                |
| 2015  | Suzhou       | n. a.              | n. a.            | Ma Long              | Ding Ning                       | Zhang Jike Xu Xin                 | Liu Shiwen Zhu Yuling              | Xu Xin Yang Ha-eun                   |
| 2016  | Kuala Lumpur | Chine              | Chine            | n. a.                | n. a.                           | n. a.                             | n. a.                              | n. a.                                |
| 2017  | Düsseldorf   | n. a.              | n. a.            | Ma Long              | Ding Ning                       | Fan Zhendong Xu Xin               | Ding Ning Liu Shiwen               | Maharu Yoshimura Kasumi Ishikawa     |
| 2018  | Halmstad     | Chine              | Chine            | n. a.                | n. a.                           | n. a.                             | n. a.                              | n. a.                                |
| 2019  | Budapest     | n. a.              | n. a.            | Ma Long              | Liu Shiwen                      | Ma Long Wang Chuqin               | Sun Yingsha Wang Manyu             | Xu Xin Liu Shiwen                    |
| 2021  | Houston      | n. a.              | n. a.            | Fan Zhendong         | Wang Manyu                      | Mattias Falck Kristian Karlsson   | Sun Yingsha Wang Manyu             | Wang Chuqin Sun Yingsha              |
| 2022  | Chengdu      | Chine              | Chine            | n. a.                | n. a.                           | n. a.                             | n. a.                              | n. a.                                |
| 2023  | Durban       | n. a.              | n. a.            | Fan Zhendong         | Sun Yingsha                     | Fan Zhendong Wang Chuqin          | Wang Yidi Chen Meng                | Wang Chuqin Sun Yingsha              |
| 2024  | Busan        | Chine              | Chine            | n. a.                | n. a.                           | n. a.                             | n. a.                              | n. a.                                |
| 2025  | Doha         | n. a.              | n. a.            | Wang Chuqin          | Sun Yingsha                     | Shunsuke Togami Hiroto Shinozuka  | Wang Manyu Kuai Man                | Wang Chuqin Sun Yingsha              |
| 2026  | London       |                    |                  |                      |                                 |                                   |                                    |                                      |

## Tableau des médailles

### Messieurs
Mis à jour après les Championnats du monde de tennis de table par équipes 2024. Les paires de doubles de différentes associations étaient comptées comme un demi-point.
| Rang | Pays                                                | Or  | Argent | Bronze | Total |
| 1    | Chine                                               | 158 | 105    | 170,5  | 433,5 |
| 2    | Hongrie                                             | 68  | 59     | 73,5   | 200,5 |
| 3    | Japon                                               | 48  | 42     | 77     | 167   |
| 4    | Tchécoslovaquie                                     | 28  | 33,5   | 59     | 120,5 |
| 5    | Roumanie                                            | 17  | 10,5   | 19     | 46,5  |
| 6    | Suède                                               | 15  | 13     | 16,5   | 44,5  |
| 7    | Angleterre                                          | 14  | 26,5   | 57     | 97,5  |
| 8    | États-Unis                                          | 10  | 2      | 20,5   | 32,5  |
| 9    | Autriche                                            | 7   | 14,5   | 35,5   | 57    |
| 10   | Allemagne, Allemagne de l'Ouest, Allemagne de l'Est | 5   | 17,5   | 23,5   | 46    |
| 11   | Corée du Sud                                        | 5   | 16     | 44     | 65    |
| 12   | Corée du Nord                                       | 4   | 9      | 13     | 26    |
| 13   | Yougoslavie                                         | 3   | 11     | 13,5   | 26,5  |
| 14   | Union soviétique                                    | 3   | 4      | 7      | 14    |
| 15   | France                                              | 2   | 3,5    | 20     | 25,5  |
| 16   | Taipei chinois                                      | 1   | 3      | 7,5    | 11,5  |
| 17   | Singapour                                           | 1   | 2      | 5      | 8     |
| 18   | Écosse                                              | 1   | 1      | 2      | 4     |
| 19   | Pologne                                             | 0   | 3,5    | 7,5    | 11    |
| 20   | Hong Kong                                           | 0   | 2      | 22,5   | 24,5  |
| 21   | Belgique                                            | 0   | 2      | 1      | 3     |
| 22   | Pays de Galles                                      | 0   | 1,5    | 2,5    | 4     |
| 23   | Biélorussie                                         | 0   | 1,5    | 1,5    | 3     |
| 24   | Croatie                                             | 0   | 0,5    | 2,5    | 3     |
| 25   | Luxembourg                                          | 0   | 0,5    | 1      | 1,5   |
| 26   | Espagne                                             | 0   | 0,5    | 0,5    | 1     |
| 27   | Égypte                                              | 0   | 0      | 2,5    | 2,5   |
| 28   | Inde                                                | 0   | 0      | 2      | 2     |
| 29   | Grèce                                               | 0   | 0      | 1,5    | 1,5   |
| 30   | Danemark                                            | 0   | 0      | 1      | 1     |
| 30   | Viêt Nam                                            | 0   | 0      | 1      | 1     |
| 30   | Italie                                              | 0   | 0      | 1      | 1     |
| 30   | Portugal                                            | 0   | 0      | 1      | 1     |
| 30   | Lettonie                                            | 0   | 0      | 1      | 1     |
| 35   | Pays-Bas                                            | 0   | 0      | 0,5    | 0,5   |

## Multi médaillés
Les meilleurs médaillés classés par nombre de médailles d'or aux Championnats du monde de tennis de table (y compris lors des épreuves par équipes) sont répertoriés ci-dessous.[6] 12 hommes ont remporté au moins neuf médailles d'or et 11 femmes un minimum de huit.
Mis à jour après les Championnats du monde de tennis de table par équipes 2024.

### Messieurs
| Rang | Joueur          | Pays               | de   | à    | Or | Argent | Bronze | Total |
| ---- | --------------- | ------------------ | ---- | ---- | -- | ------ | ------ | ----- |
| 1    | Victor Barna    | Hongrie Angleterre | 1929 | 1954 | 22 | 7      | 12     | 41    |
| 2    | Miklós Szabados | Hongrie            | 1929 | 1937 | 15 | 6      | 3      | 24    |
| 3    | Ma Long         | Chine              | 2006 | 2024 | 14 | 1      | 4      | 19    |
| 4    | Bohumil Váňa    | Tchécoslovaquie    | 1935 | 1955 | 13 | 10     | 7      | 30    |
| 5    | Ichiro Ogimura  | Japon              | 1954 | 1965 | 12 | 5      | 3      | 20    |
| 6    | Wang Liqin      | Chine              | 1997 | 2013 | 11 | 4      | 5      | 20    |
| 7    | Xu Xin          | Chine              | 2009 | 2019 | 10 | 1      | 2      | 13    |
| 8    | Ivan Andreadis  | Tchécoslovaquie    | 1947 | 1957 | 9  | 10     | 8      | 27    |
| 9    | Ferenc Sidó     | Hongrie            | 1947 | 1961 | 9  | 9      | 8      | 26    |
| 10   | Ma Lin          | Chine              | 1999 | 2013 | 9  | 7      | 4      | 20    |
| 11   | Wang Hao        | Chine              | 2003 | 2014 | 9  | 4      | 3      | 16    |
| 12   | Fan Zhendong    | Chine              | 2014 | 2024 | 9  | 2      | 2      | 13    |

### Dames
| Rank | Player            | Country  | From | To   | Gold | Silver | Bronze | Total |
| ---- | ----------------- | -------- | ---- | ---- | ---- | ------ | ------ | ----- |
| 1    | Mária Mednyánszky | Hongrie  | 1926 | 1936 | 18   | 6      | 4      | 28    |
| 2    | Angelica Rozeanu  | Roumanie | 1937 | 1957 | 17   | 5      | 8      | 30    |
| 3    | Wang Nan          | Chine    | 1997 | 2008 | 15   | 3      | 2      | 20    |
| 4    | Anna Sipos        | Hongrie  | 1929 | 1935 | 11   | 6      | 4      | 21    |
| 5    | Gizella Farkas    | Hongrie  | 1947 | 1959 | 10   | 9      | 8      | 27    |
| 6    | Guo Yue           | Chine    | 2003 | 2013 | 10   | 5      | 2      | 17    |
| 7    | Zhang Yining      | Chine    | 1999 | 2009 | 10   | 2      | 4      | 16    |
| 8    | Li Xiaoxia        | Chine    | 2006 | 2016 | 9    | 5      | 2      | 16    |
| 9    | Deng Yaping       | Chine    | 1989 | 1997 | 9    | 5      | –      | 14    |
| 10   | Ding Ning         | Chine    | 2009 | 2019 | 8    | 5      | 3      | 16    |
| 11   | Liu Shiwen        | Chine    | 2009 | 2019 | 8    | 4      | 3      | 15    |